# Ruhhof (Boitzenburger Land)
Ruhhof ist ein Wohnplatz im Ortsteil Haßleben der Gemeinde Boitzenburger Land im Landkreis Uckermark (Brandenburg). Die kleine Siedlung wurde 1821 als Vorwerk gegründet.

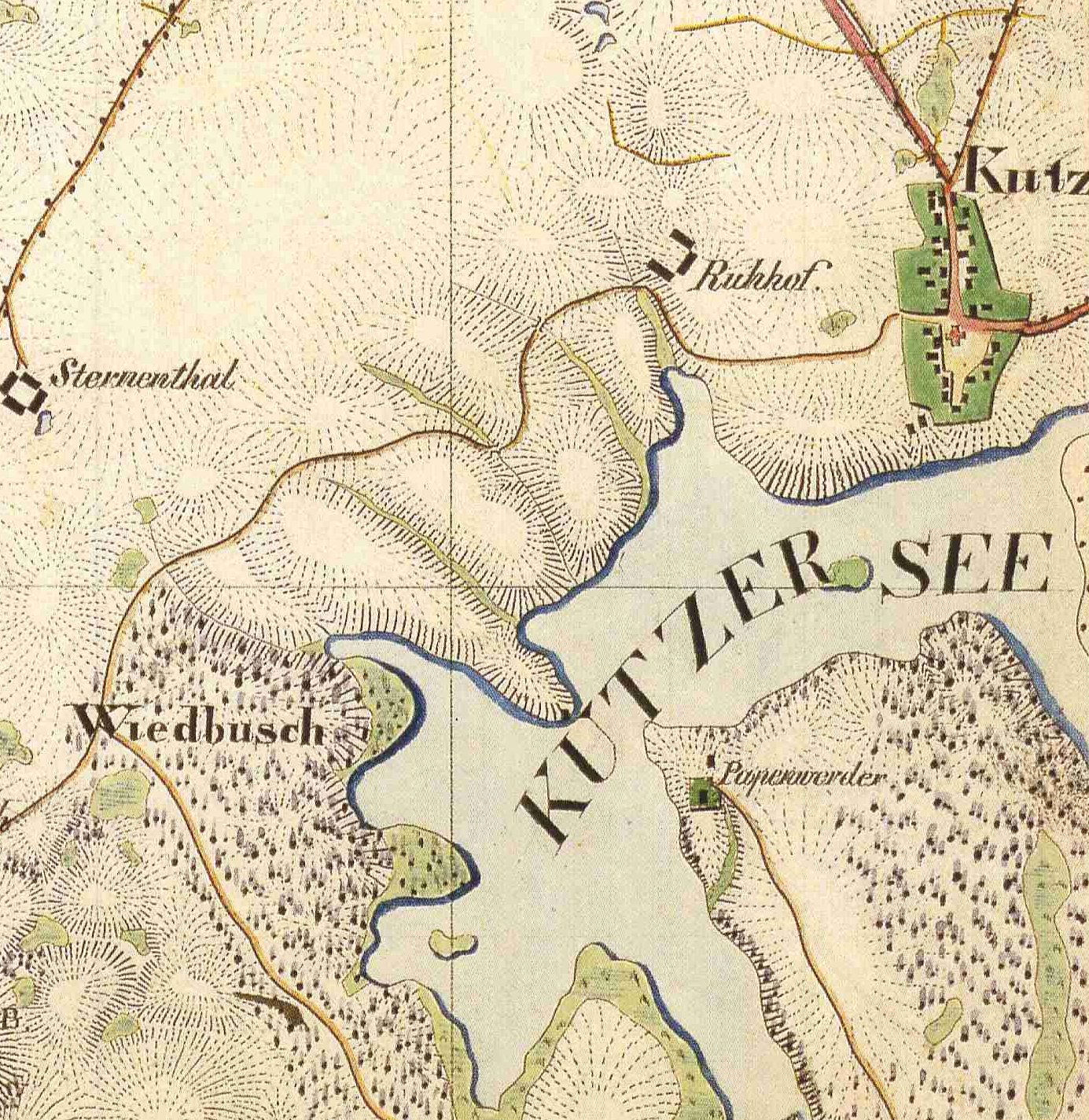
Kuhz und Ruhhof, Wohnplätze der Gemeinde Boitzenburger Land, und Pappelwerder, Wohnplatz der Gemeinde Mittenwalde, Lkr. Uckermark, Brandenburg, Ausschnitt aus dem Urmesstischblatt 2747 Boitzenburg von 1825

## Lage
Der Wohnplatz Ruhhoh liegt nur 800 Meter westnordwestlich von Kuhz bzw. drei Kilometer westnordwestlich vom Ortskern von Haßleben und zwei Kilometer südöstlich von Wichmannsdorf (letztere genannten Orte sind Ortsteile der Gemeinde Boitzenburger Land). Der Wohnplatz ist über eine kleine Straße von Kuhz aus zu erreichen. Die Siedlung liegt auf 79 m ü. NHN; die Prediger Lanke des Kuhzer Sees reicht fast bis an die Bebauung heran.

## Geschichte
Das Vorwerk Ruhhof wurde 1821 auf einem Areal errichtet, das zum Gut Kröchlendorff gehörte. Im selben Jahr (1821) wurde es offiziell als Ruhehoff benannt. Das Gut Kröchlendorff gehörte Friedrich Wilhelm von Arnim zu Kröchlendorf (1746–1825).
Nach Angaben von 1825 hatte das Vorwerk eine Größe von 25¾ uckermärkische Hufen oder 822 magdeburgische Morgen. Das Areal wurde von der Bauerngemeinde als Ausgleich für die Ablösung der Kuhzer Bauerndienste an das Gut Kröchlendorff abgetreten. Auf Friedrich Wilhelm von Arnim folgte sein Sohn Friedrich Abraham Heinrich von Arnim (1777–1845) nach; er war königlich-preußischer Kammergerichtsrat und Domdechant, Erbherr auf Kröchlendorf. Er war verheiratet mit Caroline Wilhelmine geb. Heim, Tochter des Berliner Arztes Ernst Ludwig Heim.
1840 bestand das Vorwerk aus einem Wohnhaus, in dem 28 Menschen wohnten. 1845 erbte der Sohn von Friedrich Abraham Heinrich von Arnim und der Caroline Wilhelmine geb. Heim Oskar von Arnim-Kröchlendorff (1813–1903), Landrat im Landkreis Angermünde (1844–1849) das Gut Kröchlendorff, und damit auch Ruhhof.
Berghaus macht zu Ruhhof folgende Angaben (für 1850): 11,88 Morgen Gärten, 1054,98 Morgen Ackerland, 10,113 Morgen Wiesen, 475,92 Morgen Hutung (Weiden), zusammen 1552,31 Morgen.
In den Hand-Matrikeln von 1857 wird Ruhhof unter Kröchlendorff, Mittenwalde, und Kuhz mit Ruhhof aufgelistet, war also zu diesem Zeitpunkt noch ein selbständiger Gutsbezirk. Auch Adolf Frantz führt Seeburg in der gleichen Weise auf.
Ruhhof (Ruhehof) bestand 1860 aus drei Wohnhäusern und sechs Wirtschaftsgebäuden und hatte 90 Einwohner. Die Größe wird mit 4 Morgen Gehöft, 5 Morgen Gartenland, 713 Morgen Acker, 10 Morgen Wiesen. Auf dem Gut wurden 32 Pferde, 31 Stück Rindvieh, 800 Schafe und 175 Schweine gehalten. Der damalige Amtmann Natrop zu Ruhhof wurde 1868 zum stellvertretenden Feuerlösch-Commissarius für den V. Bezirk des Kreises Templin gewählt.
Auch 1871 hatte bestand Ruhhof (Ruhehof) aus drei Wohnhäusern, acht Wirtschaftsgebäuden, und hatte und 56 Einwohner. Für 1879 wird für das Rittergut Ruhhof (Ruhhoff) eine Fläche von insgesamt 197,33 Hektar angegeben, davon waren aber 188,48 Hektar Acker, 9,19 Hektar Wiesen und 0,32 Hektar Wasser. Der Grundsteuerreintrag war auf 3323 Mark festgesetzt. Pächter war ein Oberamtmann Goerss.
1885 waren Ruhhof (nun schon in der heutigen Schreibweise) und Seeburg zusammen an einen Paul Friedrich Cordua (1857–1901), einen Leutnant der Reserve, verpachtet. Die Größe des Gutes ist nun mit 202 Hektar beziffert, davon 193 Hektar Acker und 9 Hektar Wiesen. 1895 hatte Ruhhof 116 Einwohner.
1903 war Hermann Thyen (1865–) Pächter von Ruhhof und Seeburg. 1903 war auch Oskar von Arnim-Kröchlendorff gestorben, Ruhhof und Seeburg fielen nun an Hans Detlev Abraham Otto Freiherr von Arnim-Kröchlendorff, den Neffen des Vorbesitzers. 1907 wird der Tierbestand von Ruhhof und Seeburg zusammen mit 54 Pferden, 131 Stück Rindvieh, davon 57 Kühen, 335 Schafen und 50 Schweinen angegeben, Hermann Thyen lässt sich bis 1914 als Pächter nachweisen.
Nach dem Ersten Weltkrieg ist erst für 1923 wieder ein Pächter genannt. Der Pächter Dähn auf Ruhhof und Seeburg hatte einen Tierbestand von 41 Pferden, 129 Stück Rindvieh, davon 70 Kühe, 6 Schafen und 50 Schweinen. Der Grundsteuerreinertrag wird auf 2087 Mark beziffert.
1925 hatte Ruhhof 120 Einwohner. 1929 ist nur noch für Ruhhof der Pächter, Walter Blank, angegeben, Seeburg ist nun nicht mehr genannt. Dietlof Graf von Arnim-Boitzenburg starb 1933. Als Besitzer folgte noch sein dritter Sohn Joachim Dietlof (1898–1972) nach, der bis 1945 Eigentümer von Ruhhof war. Wie die anderen großen Güter wurde Ruhhof in der Bodenreform von 1946 enteignet und aufgeteilt.
Um 1860 war Ruhhof bereits ein selbständiger Gutsbezirk, ebenso Seeburg. Später wurde Seeburg mit dem Gutsbezirk Ruhhof vereinigt. 1874 wurde der Gutsbezirk Ruhhof mit Seeburg dem Amtsbezirk 3 Kröchlendorff zugewiesen. Amtsvorsteher war Landrath a. D. Oskar von Arnim, Rittergutsbesitzer auf Kröchlendorf. Stellvertreter war Administrator Meyer auf Kröchlendorf. 1928 wurde der Gutsbezirk Seeburg zusammen mit Exklaven des Gutsbezirks Kröchlendorf, Blankensee, Kienwerder und Mittenwalde zur Gemeinde Mittenwalde vereinigt. 1931 und 1957 war Seeburg ein Wohnplatz von Mittenwalde. 1964 und 1971 hatte es den Status eines Ortsteils.
1992 schloss sich Mittenwalde mit neun anderen Gemeinden zum Amt Gerswalde zusammen. Seeburg hat heute den Status eines Gemeindeteils von Mittenwalde.